# مقبرة هار همنوحوت
هار همنوحوت (بالعبرية: הר המנוחות) وترجمتها هي "جبل المُستريح"، المعروفة أيضاً باسم مقبرة غفعات شاؤول) هي أكبر مقبرة في القدس، إسرائيل. تقع المقبرة على قمة التل على الطرف الغربي من المدينة المُجاورة لحي غفعات شاؤول، مع مناظر تُطلُّ على مفسيرت صهيون من الشمال وموتزا من الغرب وهار نوف من الجنوب. اُفتُتِحت في عام 1951 على مساحة 300 دونم (0.30 كم مربع، 0.12 ميل مربع)، وقد توسعت باستمرار إلى أقسام جديدة على المنحدرات الشمالية والغربية للتل. اعتباراً من عام 2008، بلغت مساحة المقبرة 580 دونم (0.58 كم مربع، 0.22 ميل مربع) حيث دُفِن فيها أكثر من 150,000 شخص.

## أعلام
- جاك ليبشيتز
- مارتن بوبر
- مائير كاهانا
- إسحاق بن تسفي
- ابراهام فرانكل

## وصلات خارجية
- Burial in Jerusalem: The Har HaMenuchot Cemetery
- Kiddush Chelka Ceremony at Har HaMenuchos by the Belz Community